# Eleições parlamentares europeias de 1987 no distrito de Viana do Castelo
| Eleições parlamentares europeias de 1987 Distritos: Aveiro \| Beja \| Braga \| Bragança \| Castelo Branco \| Coimbra \| Évora \| Faro \| Guarda \| Leiria \| Lisboa \| Portalegre \| Porto \| Santarém \| Setúbal \| Viana do Castelo \| Vila Real \| Viseu \| Açores \| Madeira \| Estrangeiro |

## Resultados por concelho
Os resultados nos concelhos do Distrito de Viana do Castelo foram os seguintes:

### Arcos de Valdevez
| Partido                 | Partido                        | Votos  | %               |
| ----------------------- | ------------------------------ | ------ | --------------- |
|                         | Partido Social Democrata       | 7 433  | 52,85 / 100,00  |
|                         | Partido Socialista             | 2 508  | 17,83 / 100,00  |
|                         | Centro Democrático Social      | 2 121  | 15,08 / 100,00  |
|                         | Coligação Democrática Unitária | 332    | 2,36 / 100,00   |
|                         | Partido Renovador Democrático  | 329    | 2,34 / 100,00   |
|                         | Partido Popular Monárquico     | 196    | 1,39 / 100,00   |
|                         | Partido da Democracia Cristã   | 183    | 1,30 / 100,00   |
|                         | Outros (com menos de 1,00%)    | 400    | 2,85 / 100,00   |
| Votos Inválidos         | Votos Inválidos                | 562    | 4,00 / 100,00   |
| Total                   | Total                          | 14 064 | 100,00 / 100,00 |
| Eleitorado/Participação | Eleitorado/Participação        | 23 959 | 58,70 / 100,00  |

### Caminha
| Partido                 | Partido                        | Votos  | %               |
| ----------------------- | ------------------------------ | ------ | --------------- |
|                         | Partido Social Democrata       | 3 602  | 37,53 / 100,00  |
|                         | Partido Socialista             | 3 124  | 32,55 / 100,00  |
|                         | Centro Democrático Social      | 1 090  | 11,36 / 100,00  |
|                         | Coligação Democrática Unitária | 500    | 5,21 / 100,00   |
|                         | Partido Renovador Democrático  | 376    | 3,92 / 100,00   |
|                         | Partido Popular Monárquico     | 199    | 2,07 / 100,00   |
|                         | Partido da Democracia Cristã   | 113    | 1,18 / 100,00   |
|                         | Outros (com menos de 1,00%)    | 262    | 2,73 / 100,00   |
| Votos Inválidos         | Votos Inválidos                | 332    | 3,46 / 100,00   |
| Total                   | Total                          | 9 598  | 100,00 / 100,00 |
| Eleitorado/Participação | Eleitorado/Participação        | 13 155 | 72,96 / 100,00  |

### Melgaço
| Partido                 | Partido                        | Votos  | %               |
| ----------------------- | ------------------------------ | ------ | --------------- |
|                         | Partido Social Democrata       | 2 478  | 41,78 / 100,00  |
|                         | Partido Socialista             | 1 692  | 28,53 / 100,00  |
|                         | Centro Democrático Social      | 1 031  | 17,38 / 100,00  |
|                         | Coligação Democrática Unitária | 118    | 1,99 / 100,00   |
|                         | Partido Renovador Democrático  | 101    | 1,70 / 100,00   |
|                         | Partido da Democracia Cristã   | 69     | 1,16 / 100,00   |
|                         | Partido Popular Monárquico     | 62     | 1,05 / 100,00   |
|                         | Outros (com menos de 1,00%)    | 169    | 2,84 / 100,00   |
| Votos Inválidos         | Votos Inválidos                | 211    | 3,56 / 100,00   |
| Total                   | Total                          | 5 931  | 100,00 / 100,00 |
| Eleitorado/Participação | Eleitorado/Participação        | 10 753 | 55,16 / 100,00  |

### Monção
| Partido                 | Partido                        | Votos  | %               |
| ----------------------- | ------------------------------ | ------ | --------------- |
|                         | Partido Social Democrata       | 5 574  | 45,42 / 100,00  |
|                         | Centro Democrático Social      | 2 923  | 23,82 / 100,00  |
|                         | Partido Socialista             | 2 167  | 17,66 / 100,00  |
|                         | Partido Renovador Democrático  | 315    | 2,57 / 100,00   |
|                         | Coligação Democrática Unitária | 269    | 2,19 / 100,00   |
|                         | Partido Popular Monárquico     | 182    | 1,48 / 100,00   |
|                         | Partido da Democracia Cristã   | 165    | 1,34 / 100,00   |
|                         | Outros (com menos de 1,00%)    | 291    | 2,38 / 100,00   |
| Votos Inválidos         | Votos Inválidos                | 386    | 3,15 / 100,00   |
| Total                   | Total                          | 12 272 | 100,00 / 100,00 |
| Eleitorado/Participação | Eleitorado/Participação        | 19 296 | 63,60 / 100,00  |

### Paredes de Coura
| Partido                 | Partido                           | Votos | %               |
| ----------------------- | --------------------------------- | ----- | --------------- |
|                         | Partido Social Democrata          | 2 325 | 45,45 / 100,00  |
|                         | Partido Socialista                | 1 282 | 25,06 / 100,00  |
|                         | Centro Democrático Social         | 609   | 11,90 / 100,00  |
|                         | Coligação Democrática Unitária    | 187   | 3,66 / 100,00   |
|                         | Partido Renovador Democrático     | 139   | 2,72 / 100,00   |
|                         | Partido da Democracia Cristã      | 101   | 1,97 / 100,00   |
|                         | Partido Popular Monárquico        | 76    | 1,49 / 100,00   |
|                         | Movimento Democrático Português   | 53    | 1,04 / 100,00   |
|                         | Partido Socialista Revolucionário | 52    | 1,02 / 100,00   |
|                         | Outros (com menos de 1,00%)       | 99    | 1,95 / 100,00   |
| Votos Inválidos         | Votos Inválidos                   | 193   | 3,77 / 100,00   |
| Total                   | Total                             | 5 116 | 100,00 / 100,00 |
| Eleitorado/Participação | Eleitorado/Participação           | 9 032 | 56,64 / 100,00  |

### Ponte da Barca
| Partido                 | Partido                        | Votos  | %               |
| ----------------------- | ------------------------------ | ------ | --------------- |
|                         | Partido Social Democrata       | 4 055  | 56,07 / 100,00  |
|                         | Partido Socialista             | 1 284  | 17,75 / 100,00  |
|                         | Centro Democrático Social      | 1 104  | 15,27 / 100,00  |
|                         | Coligação Democrática Unitária | 154    | 2,13 / 100,00   |
|                         | Partido Renovador Democrático  | 116    | 1,60 / 100,00   |
|                         | Partido Popular Monárquico     | 82     | 1,13 / 100,00   |
|                         | Outros (com menos de 1,00%)    | 204    | 2,81 / 100,00   |
| Votos Inválidos         | Votos Inválidos                | 233    | 3,22 / 100,00   |
| Total                   | Total                          | 7 232  | 100,00 / 100,00 |
| Eleitorado/Participação | Eleitorado/Participação        | 10 720 | 67,46 / 100,00  |

### Ponte de Lima
| Partido                 | Partido                        | Votos  | %               |
| ----------------------- | ------------------------------ | ------ | --------------- |
|                         | Partido Social Democrata       | 12 658 | 49,96 / 100,00  |
|                         | Centro Democrático Social      | 6 523  | 25,75 / 100,00  |
|                         | Partido Socialista             | 3 175  | 12,53 / 100,00  |
|                         | Coligação Democrática Unitária | 852    | 3,36 / 100,00   |
|                         | Partido Renovador Democrático  | 484    | 1,91 / 100,00   |
|                         | Partido Popular Monárquico     | 313    | 1,24 / 100,00   |
|                         | Outros (com menos de 1,00%)    | 642    | 2,53 / 100,00   |
| Votos Inválidos         | Votos Inválidos                | 688    | 2,72 / 100,00   |
| Total                   | Total                          | 25 335 | 100,00 / 100,00 |
| Eleitorado/Participação | Eleitorado/Participação        | 32 307 | 78,42 / 100,00  |

### Valença
| Partido                 | Partido                        | Votos  | %               |
| ----------------------- | ------------------------------ | ------ | --------------- |
|                         | Partido Social Democrata       | 4 052  | 52,52 / 100,00  |
|                         | Partido Socialista             | 1 511  | 19,59 / 100,00  |
|                         | Centro Democrático Social      | 1 310  | 16,98 / 100,00  |
|                         | Coligação Democrática Unitária | 183    | 2,37 / 100,00   |
|                         | Partido Renovador Democrático  | 157    | 2,03 / 100,00   |
|                         | Partido Popular Monárquico     | 88     | 1,14 / 100,00   |
|                         | Outros (com menos de 1,00%)    | 217    | 2,81 / 100,00   |
| Votos Inválidos         | Votos Inválidos                | 197    | 2,55 / 100,00   |
| Total                   | Total                          | 7 715  | 100,00 / 100,00 |
| Eleitorado/Participação | Eleitorado/Participação        | 11 038 | 69,89 / 100,00  |

### Viana do Castelo
| Partido                 | Partido                        | Votos  | %               |
| ----------------------- | ------------------------------ | ------ | --------------- |
|                         | Partido Social Democrata       | 18 060 | 38,13 / 100,00  |
|                         | Partido Socialista             | 8 555  | 18,06 / 100,00  |
|                         | Centro Democrático Social      | 7 098  | 14,99 / 100,00  |
|                         | Coligação Democrática Unitária | 5 773  | 12,19 / 100,00  |
|                         | Partido Renovador Democrático  | 3 448  | 7,28 / 100,00   |
|                         | Partido Popular Monárquico     | 933    | 1,97 / 100,00   |
|                         | Partido da Democracia Cristã   | 558    | 1,18 / 100,00   |
|                         | Outros (com menos de 1,00%)    | 1 365  | 2,87 / 100,00   |
| Votos Inválidos         | Votos Inválidos                | 1 574  | 3,32 / 100,00   |
| Total                   | Total                          | 47 364 | 100,00 / 100,00 |
| Eleitorado/Participação | Eleitorado/Participação        | 62 051 | 76,33 / 100,00  |

### Vila Nova de Cerveira
| Partido                 | Partido                        | Votos | %               |
| ----------------------- | ------------------------------ | ----- | --------------- |
|                         | Partido Social Democrata       | 2 776 | 51,86 / 100,00  |
|                         | Partido Socialista             | 1 176 | 21,97 / 100,00  |
|                         | Centro Democrático Social      | 615   | 11,49 / 100,00  |
|                         | Partido Renovador Democrático  | 209   | 3,90 / 100,00   |
|                         | Coligação Democrática Unitária | 122   | 2,28 / 100,00   |
|                         | Partido da Democracia Cristã   | 70    | 1,31 / 100,00   |
|                         | Partido Popular Monárquico     | 64    | 1,20 / 100,00   |
|                         | Outros (com menos de 1,00%)    | 150   | 2,80 / 100,00   |
| Votos Inválidos         | Votos Inválidos                | 171   | 3,19 / 100,00   |
| Total                   | Total                          | 5 353 | 100,00 / 100,00 |
| Eleitorado/Participação | Eleitorado/Participação        | 7 282 | 73,51 / 100,00  |